# Mathias Schober
Mathias Schober (Marl, 8 aprile 1976) è un ex calciatore tedesco di ruolo portiere.

## Carriera
Ha sempre giocato nella Bundesliga eccezion fatta per due annate (dal 2005 al 2007) in seconda serie.

## Palmarès
- Coppa UEFA: 1

Schalke 04: 1997
- Coppa di Germania: 1

Schalke 04: 2010-2011
- Supercoppa di Germania: 1

Schalke 04: 2011